# Пилот, Пьер
Жозеф Альбер Пьер Поль Пилот (фр. Joseph Albert Pierre Paul Pilote; 11 декабря 1931, Кеногами, Квебек — 9 сентября 2017, Барри, Онтарио) — канадский профессиональный хоккеист, защитник. В составе «Чикаго Блэк Хокс» обладатель Кубка Стэнли 1961 года, капитан этого клуба на протяжении семи сезонов, трёхкратный обладатель Норрис Трофи, восьмикратный участник матчей всех звёзд НХЛ и восьмикратный член символических сборных НХЛ (пять раз подряд — первая сборная и три раза — вторая). Член Зала хоккейной славы с 1975 года и Зала спортивной славы Чикаголенда с 2011 года; свитер под номером 3, с которым играл Пилот, выведен из обращения клубом «Чикаго Блэкхокс» в 2008 году, в честь Пилота почтой Канады выпущены две почтовые марки, в Сагенее (Квебек) ему установлен памятник.

## Биография

### Детство и начало спортивной карьеры
Пьер Пилот родился в квебекском городе Кеногами в 1931 году, став первым из шести детей в семье Поля-Эмиля Пилота и Мари Ганье; его отец был рабочим на лесопилке. Мальчик рос спортивным, как большинство его сверстников, играл в уличный хоккей, но больше увлекался бейсболом; в этом виде спорта он добился значительных успехов на юношеском уровне и даже рассчитывал на приглашение в профессиональную бейсбольную команду.
После окончания Второй мировой войны семья Пилотов переехала в Форт-Эри в южной части Онтарио. Там Пьер начал более серьёзно заниматься хоккеем, купив себе первые собственные коньки (до этого он катался на коньках, взятых у матери). Он начал играть в лиге сборных предприятий на позиции центрального нападающего. Хотя Пьер демонстрировал хорошие результаты в атаке, тренер команды второго дивизиона Хоккейной лиги Онтарио, игравшей в соседнем городе Ниагара-Фолз, дал ему понять, что клуб больше нуждается в защитниках, и Пилот сменил позицию. За год выступлений во в клубе второго дивизиона (известном под названием «Ниагара-Фолз Катарактс») молодой игрок успел себя зарекомендовать настолько, что им заинтересовались клубы НХЛ «Чикаго Блэк Хокс» и «Нью-Йорк Рейнджерс», но в итоге он на два года присоединился к команде первого дивизиона ОХЛ «Сент-Катаринс Ти Пиз». В первый год Пилот проявил себя как особенно агрессивный защитник, за сезон набрав 230 штрафных минут — больше, чем кто-либо ещё в лиге. Затем, однако, он снова стал активно участвовать в атаках команды, во втором сезоне набрав по системе «гол плюс пас» 53 очка в 52 матчах.

### Профессиональный хоккей
После двух сезонов Пилот присоединился к материнской команде «Ти Пиз» — выступавшим в АХЛ «Баффало Байсонс», за которых отыграл следующие четыре года. После того, как «Байсонс», до 1954 года сами бывшие дочерней командой «Монреаль Канадиенс», стали основным фарм-клубом «Чикаго Блэк Хокс», молодого защитника стали заявлять и на игры НХЛ. Пилот разделил сезон 1955/56 между «Баффало» и «Чикаго», в составе последней, в частности, сыграв в историческом матче 5 января 1956 года против «Рейнджерс» — первом хоккейном матче, который транслировался национальным американским телеканалом.
К этому времени «Блэк Хокс» уже давно пребывали в НХЛ на последних ролях (за 14 сезонов с 1942 до 1956 года клуб только трижды попадал в плей-офф, а семь раз заканчивал чемпионат на последнем месте), однако во второй половине 1950-х годов наряду с Пилотом в команду пришли такие игроки как Бобби Халл, Стэн Микита и Гленн Холл, и она начала выходить в лидеры. Основным партнёром Пилота в обороне был его одноклубник по «Ти Пиз» Элмер Васко. Пилот стал одним из ключевых игроков команды при розыгрыше лишнего, набирая значительное количество очков за сезон. Несмотря на то, что он не отличался какой-то особой мощью, он также зарекомендовал себя как признанный тафгай. На этот имидж работала история о том, как Пилот за одну драку на площадке нокаутировал сразу двоих игроков «Канадиенс» — Анри и Мориса Ришаров (в официальном некрологе, опубликованном НХЛ, эта история названа мифом). Надёжность Пилота проявлялась и в том, что он не пропускал игры — за первые пять полных сезонов в «Блэк Хокс» он участвовал во всех до единой встречах клуба, отыграв подряд 376 матчей, прежде чем в сезоне 1961/62 получил травму плеча.
Три года подряд — в 1959/60, 1960/61 и 1961/62 годах — Пилот включался во вторую символическую сборную НХЛ. В 1961 году «Блэк Хокс» впервые за 24 года стали обладателями Кубка Стэнли. Вклад Пилота в эту победу был ключевым: он стал лучшим бомбардиром плей-офф наравне с Горди Хоу, набрав по системе «гол плюс пас» 15 очков, и во всех матчах, которые его клуб выиграл, участвовал либо в победном голе, либо в сравнивании счёта. В регулярном сезоне он отличился другим способом, набрав больше всех штрафного времени. После того, как в межсезонье капитан «Чикаго» Эд Литценбергер был продан в «Детройт Ред Уингз», Пилот стал новым капитаном команды и сохранял за собой этот пост вплоть до 1968 года.
Хотя «Блэк Хокс» в годы капитанства Пилота не смогли повторить успех 1961 года (их лучшим результатом стал выход в финал в следующем сезоне), сам он прочно закрепился в числе лучших игроков НХЛ. Начиная с 1962 года, он пять лет подряд включался уже в первую символическую сборную НХЛ. В 1963 году Пилот завоевал свой первый Норрис Трофи — приз, которым награждается лучший защитник НХЛ. В сезоне 1963/64 года он сделал 46 результативных передач, повторив текущий рекорд лиги, а в следующем сезоне набрал 59 очков по системе «гол плюс пас», на два очка улучшив предыдущий рекорд для защитников, принадлежавший
Бейбу Пратту. Оба этих года Пилот также завершал в ранге обладателя Норрис Трофи. С 1960 по 1967 год он восемь лет подряд принимал участие в матчах всех звёзд НХЛ. 13 марта 1968 года Пилот сделал свою 400-ю результативную передачу за время выступлений за «Чикаго».
К этому времени, однако, руководство «Чёрных ястребов» пришло к выводу, что стареющий защитник теряет форму. 23 мая 1968 года его обменяли в «Торонто Мейпл Лифс», откуда в Чикаго перешёл молодой Джим Паппен. Пилот узнал об этой сделке не от своего клуба, а от торонтского спортивного репортёра Реда Барнетта. Такое поведение команды, с которой он провёл 12 сезонов, заставило его задуматься о немедленном окончании карьеры, но в итоге он решил остаться в «Торонто» на один сезон. Пилот пробился с «Кленовыми листьями» в плей-офф («Чикаго» этого сделать не удалось), но там их остановили «Бостон Брюинз». Пьер Пилот провёл свою последнюю игру в НХЛ в рамках этой серии плей-офф, 6 апреля 1969 года. За годы карьеры он провёл в НХЛ 890 матчей регулярного сезона, забив 80 голов и сделав 418 результативных передач (с «Чикаго» он сыграл 821 матч, забил 77 шайб и сделал 400 передач). Он также семь раз входил в первую десятку НХЛ по количеству штрафных минут за сезон.

### Игровая статистика
Статистика приводится по данным Зала хоккейной славы
| 1950-51          | Сент-Катаринс Ти Пиз | OHA-Jr.          | 54  | 13 | 13  | 26  | 230  | 9  | 2 | 2  | 4  | 23  |
| 1951-52          | Сент-Катаринс Ти Пиз | OHA-Jr.          | 52  | 21 | 32  | 53  | 139  | 14 | 3 | 12 | 15 | 50  |
| 1951-52          | Баффало Байсонс      | АХЛ              | 2   | 0  | 1   | 1   | 4    | —  | — | —  | —  | —   |
| 1952-53          | Баффало Байсонс      | АХЛ              | 61  | 2  | 14  | 16  | 85   | —  | — | —  | —  | —   |
| 1953-54          | Баффало Байсонс      | АХЛ              | 67  | 2  | 28  | 30  | 108  | 3  | 0 | 0  | 0  | 6   |
| 1954-55          | Баффало Байсонс      | АХЛ              | 63  | 10 | 28  | 38  | 120  | 10 | 0 | 4  | 4  | 18  |
| 1955-56          | Баффало Байсонс      | АХЛ              | 43  | 0  | 11  | 11  | 118  | 5  | 0 | 2  | 2  | 4   |
| 1955-56          | Чикаго Блэк Хокс     | НХЛ              | 20  | 3  | 5   | 8   | 34   | —  | — | —  | —  | —   |
| 1956-57          | Чикаго Блэк Хокс     | НХЛ              | 70  | 3  | 14  | 17  | 117  | —  | — | —  | —  | —   |
| 1957-58          | Чикаго Блэк Хокс     | НХЛ              | 70  | 6  | 24  | 30  | 91   | —  | — | —  | —  | —   |
| 1958-59          | Чикаго Блэк Хокс     | НХЛ              | 70  | 7  | 30  | 37  | 79   | 6  | 0 | 2  | 2  | 10  |
| 1959-60          | Чикаго Блэк Хокс     | НХЛ              | 70  | 7  | 38  | 45  | 100  | 4  | 0 | 1  | 1  | 8   |
| 1960-61          | Чикаго Блэк Хокс     | НХЛ              | 70  | 6  | 29  | 35  | 165  | 12 | 3 | 12 | 15 | 8   |
| 1961-62          | Чикаго Блэк Хокс     | НХЛ              | 59  | 7  | 35  | 42  | 97   | 12 | 0 | 7  | 7  | 8   |
| 1962-63          | Чикаго Блэк Хокс     | НХЛ              | 59  | 8  | 18  | 26  | 57   | 6  | 0 | 8  | 8  | 8   |
| 1963-64          | Чикаго Блэк Хокс     | НХЛ              | 70  | 7  | 46  | 53  | 84   | 7  | 2 | 6  | 8  | 6   |
| 1964-65          | Чикаго Блэк Хокс     | НХЛ              | 68  | 14 | 45  | 59  | 162  | 12 | 0 | 7  | 7  | 22  |
| 1965-66          | Чикаго Блэк Хокс     | НХЛ              | 51  | 2  | 34  | 36  | 60   | 6  | 0 | 2  | 2  | 10  |
| 1966-67          | Чикаго Блэк Хокс     | НХЛ              | 70  | 6  | 46  | 52  | 90   | 6  | 2 | 4  | 6  | 6   |
| 1967-68          | Чикаго Блэк Хокс     | НХЛ              | 74  | 1  | 36  | 37  | 69   | 11 | 1 | 3  | 4  | 12  |
| 1968-69          | Торонто Мейпл Лифс   | НХЛ              | 69  | 3  | 18  | 21  | 46   | 4  | 0 | 1  | 1  | 4   |
| За карьеру в НХЛ | За карьеру в НХЛ     | За карьеру в НХЛ | 890 | 80 | 418 | 498 | 1251 | 86 | 8 | 53 | 61 | 102 |

### После завершения игровой карьеры
После окончания игровой карьеры Пилот тренировал детские команды, в которых играл его сын, однако главным образом сосредоточился на предпринимательской деятельности. Ещё выступая за «Блэк Хокс», он окончил курсы делового администрирования и к моменту завершения выступлений владел бизнесом по продаже подержанных автомобилей в Форт-Эри, рекламным агентством в Гамильтоне (Онтарио) и прачечными самообслуживания ещё в двух канадских городах. Позже он открыл фабрику по производству чемоданов в Торонто, на которой работало до 30 человек. Пилот продолжал вести дела до 1986 года, когда продал все принадлежащие ему фирмы и ушёл на покой. Последние годы жизни он провёл в Уайвейле (Онтарио) и умер в 2017 году от рака в возрасте 85 лет, оставив после себя двух дочерей и двух сыновей; его жена Энн умерла на пять лет раньше после 58 лет в браке.

## Признание
Игровой стиль Пьера Пилота послужил образцом для ряда будущих звёзд НХЛ. О его влиянии на их игру рассказывали члены Хоккейного зала славы Ларри Робинсон и Дени Потвен. Имя самого Пилота было включено в списки Хоккейного зала славы в 1975 году, через шесть лет после окончания игровой карьеры. В 2011 году он стал также членом Зала спортивной славы Чикаголенда.
В ноябре 2008 года клуб «Чикаго Блэкхокс» навечно вывел из обращения свитер под номером 3, под которым играли сначала Пилот, а позже Кит Магнуссон. Пилот стал седьмым игроком «Чикаго», чьё имя увековечено таким образом. В 2012 году в холле Дворца спорта Жонкьера (ныне часть города Сагеней в Квебеке) была установлена бронзовая статуя его знаменитого уроженца.
Почта Канады дважды выпускала марки с портретом Пьера Пилота — сначала в 2005 году, в рамках серии, посвящённой играм всех звёзд НХЛ, а затем в 2014 году в памятной серии «Лучшие защитники „Оригинальной шестёрки“» (на других марках серии изображены Бобби Орр, Даг Харви, Ред Келли, Гарри Хауэлл и Тим Хортон).